# Porta della Divina Potenza

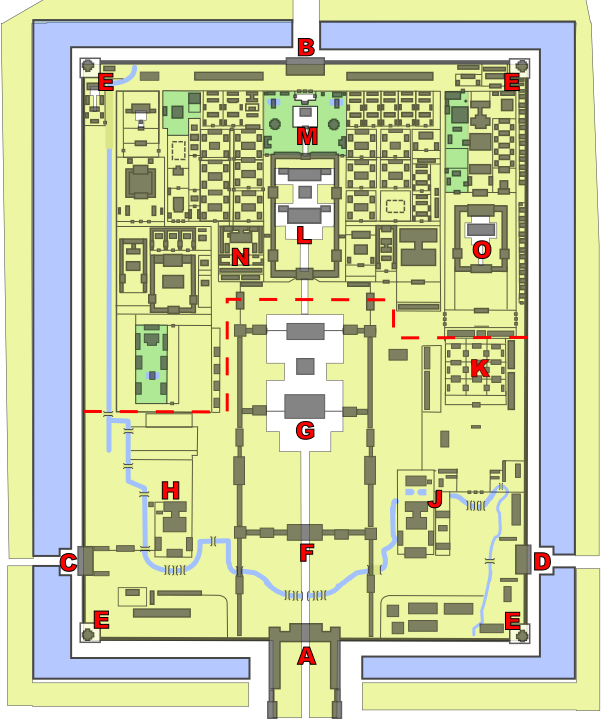
Pianta della Città Proibita. Le etichette in rosso sono utilizzate come riferimenti per il testo.
----
- – - La linea divide approssimativamente la corte interna (nord) con l'esterna (sud).
----
A. Porta Meridiana
B. Porta della Divina Potenza
C. Porta Gloriosa dell'Ovest
D. Porta Gloriosa dell'Est
E. Torri angolari
F. Porta della Suprema Armonia
G. Palazzo della Suprema Armonia
H. Palazzo dell'Eminenza Militare
J. Palazzo della Gloria Letteraria
K. I tre luoghi del sud
L. Palazzo della Purezza Celeste
M. Giardino Imperiale
N. Palazzo dell'Educazione Mentale
O. Palazzo della Tranquilla Longevità

La Porta della Divina Potenza o Porta della Divina Prodezza  (神武門T, 神武门S, ShénwǔménP) è l'accesso settentrionale al complesso palaziale della Città Proibita di Pechino (Cina). È oggi l'ingresso ufficiale del museo allestito all'interno dell'antica cittadella imperiale a partire dal 1925.

## Storia
La porta fu costruita nel 1420, durante il 18 ° anno del regno dell'Imperatore Yongle. Il suo nome originario era "Porta della Tartaruga Nera" ( 玄武門  ; Xuánwǔmén) ma quando l'imperatore Kangxi della dinastia Qing, il cui nome di nascita era Xuanye (玄燁) salì al trono la nomenclatura venne modificata poiché la parola entrò nel novero dei nomi cinesi proibiti. 
La Porta della Divina Potenza (B) costituisce l'ingresso posteriore della Città Proibita ed era utilizzato dal personale dipendente del palazzo tanto quanto dalle donne inviate a corte per essere selezionate come concubine. 
È importante notare che il c.d. "Incidente della Porta Xuanwu", pur condividendo un nome simile con il nome originale di questa porta della Città Proibita, non ha avuto luogo qui. Quel Colpo di Stato avvenne durante la dinastia Tang, secoli prima che la Città Proibita di Pechino venisse costruita, presso l'ingresso settentrionale dell'allora capitale imperiale di Chang'an.